# 茎黑粉菌
茎黑粉菌（学名：Ustilago hypodytes）是属于黑粉菌目黑粉菌科黑粉菌属的一种真菌，寄生在禾本科植物上。该种分布于中国、日本、哈萨克斯坦、土库曼斯坦、乌兹别克斯坦、阿塞拜疆、亚美尼亚、丹麦、瑞典、芬兰、爱沙尼亚、立陶宛、俄罗斯、乌克兰、波兰、匈牙利、德国、奥地利、瑞士、英国、法国、西班牙、意大利、南斯拉夫、罗马尼亚、希腊、埃及、利比亚、突尼斯、摩洛哥、刚果、澳大利亚、新西兰、加拿大、美国、阿根廷等地。